# George Edwin Ellison
George Edwin Ellison, britanski vojak, * 10. avgust 1878, York, Velika Britanija, † 11. november 1918, Mons, Belgija. 
Ellison je bil zadnji britanski vojak, ki je umrl v prvi svetovni vojni. 11. novembra 1918, ko je bil v stražarski službi blizu Monsa v Belgiji, ga je ob 9.30 ustrelil nemški vojak, zaradi česar je Ellison umrl 2 uri in 30 minut pred razglasitvijo premirja istega dne.